# Анчоус перуанський
Анчо́ус перуа́нський (Engraulis ringens) — зграйна риба родини Engraulidae. Поширена в Тихому океані вздовж узбережжя Південної Америки від Перу до Чилі. Сягає довжини 20 см. Об'єкт промислу.